# تأثيرات معكرونية

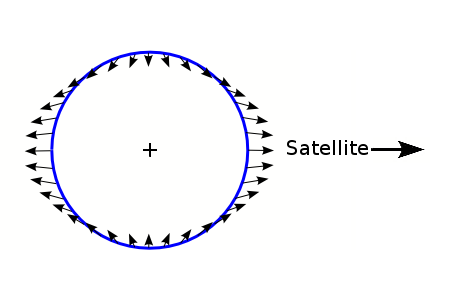
قوة المد والجزر في ثقب أسود تتسبب بتأثيرات معكرونية على جسم ساقط داخله.

حادث السباغيتي أو التأثيرات المعكرونية (بالإنجليزية: Spaghettiifucation or Nodels effects)‏ في الفيزياء الفلكية يُطلق هذا المصطلح على الأجسام التي تتمدد كثيرا طوليا وتبقى ثخانتها قليلة جدا بسبب تعرضها لمجال جاذبي فائق القوة. وفي أشد قوى الجاذبية المعروفة، قرب الثقوب السوداء، يكون التمدد قويا جدا ومن المستحيل لأي جسم أن يقاومه، حيث أنه لا توجد مادة معروفة تستطيع تحمل قوة المد والجزر التي تؤثر على الأجسام في الثقب الأسود.
وقد جاء مصطلح «التأثيرات المعكرونية» من مثال أعطاه ستيفن هوكينغ في كتابه «موجز تاريخ الوقت»، حيث وصف طيران رائد فضاء افتراضي يسافر في أفق حدث الثقب الأسود بأنه: «يتمدد مثل السباغيتي» بسبب الجاذبية الهائلة.

## التأثيرات المعكرونية القوية والضعيفة
الأجسام الساقطة باتجاه جسم ضخم عادي سوف تصطدم بسطحه قبل أن تُصبح قوة المد والجزر قوية كفاية لتهزم قوة الأجسام الداخلية (أي مقاومتهم لتأثيرها الذي يكون قويا جدا في الثقوب السوداء)، ولذلك فسوف يكون تأثير قوة المد والجزر ضعيفا على الأجسام وبالتالي فالتأثيرات المعكرونية سوف تكون شبه معدومة. وهذه هي «التأثيرات المعكرونية الضعيفة».
أما داخل الثقب الأسود فإنه لا يوجد سطح لكي يوقف سقوط الأجسام. فبالنسبة للأجسام الساقطة في الثقب الأسود تستمر قوة المد والجزر بالتزايد حتى لا يعود بإمكان أي مادة أن تقاومها - وحينها تحدث التأثيرات المعكرونية -. فالأجسام الساقطة سوف تتمدد إلى مسطحات كبيرة ورقيقة جدا. أخيرا قرب منطقة التفرد الثقالي، تصبح قوة المد الجزر قوية كفاية لتحطيم الجزيئات وتفتيتها. لذلك فالبشر لا يستطيعون البقاء على قيد الحياة داخل منطقة التفرد الثقالي. وفي هذه المرحلة شدة قوى المد والجزر تعتمد على حجم الثقب الأسود. وبالنسبة لثقب أسود فائق الضخامة مثل الذي يوجد في مراكز المجرات هذه النقطة (أي نقطة التفرد الثقالي) تقع في أفق الحدث. أما في الثقوب السوداء صغيرة الحجم، سوف تستطيع قوة المد والجزر تحطيم جزيئات الجسم قبل أن يصل حتى إلى أفق الحدث. وكل هذه التأثيرات (أي داخل الثقوب السوداء) هي التأثيرات المعكرونية القوية.
.
.